# Lem
Lem es una localidad caboverdiana del municipio de Brava.

## Geografía
La localidad está situada en la isla de Brava.

## Organización territorial
La localidad abarca los lugares y barrios de:
- Boa Esperança
- Braga
- Covada
- Covinha
- Formengo
- Lem
- Lugarinho
- Minhoto
- Pedra Martins
- Ribeira de Gato
- Ribeira Nha Tanha
- São Pedro